# 십리동역
십리동역(十里洞驛)은 조선민주주의인민공화국 자강도 만포시 십리동리에 위치한 북부내륙선의 역이다. 일부 지도에서 이 역을 옥동역(玉洞驛)으로 표기하기도 한다.

## 역사
- 1959년 : 만포청년 - 운봉 구간이 운봉선으로 개통.